# 140 Dywizja Strzelecka (ZSRR)

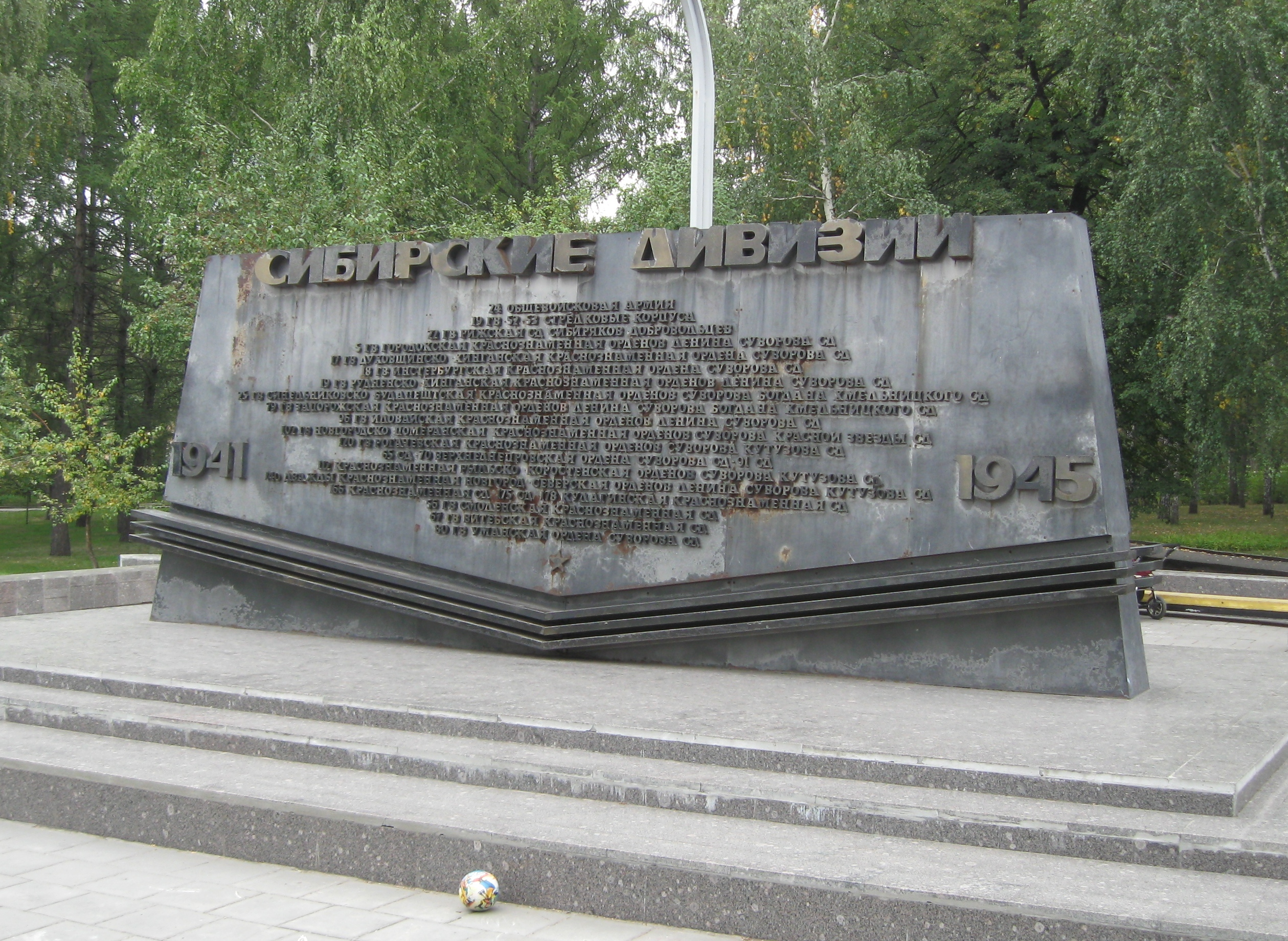
Monument upamiętniające sybirskie dywizje w Nowosybirsku

140 Syberyjska, Nowogrodzko-Siewierska Dywizja Strzelecka (ros. 140-я стрелковая дивизия; 140-я Сибирская, Новгород-Северская дивизия) – związek taktyczny Armii Czerwonej.

## Historia
140 Dywizja Strzelecka formowana była kilka razy, m.in. w 1939, 1941, 1942 i 1943. 
Po 17 września 1939 dołączyła do agresji na Polskę.
Po raz kolejny dywizja (wywodząca się z Syberyjskiej Dywizji Strzeleckiej Wojska NKWD) była formowana w nieukończonych wówczas halach Nowosybirskich Zakładów Lotniczych. Po dwóch miesiącach w lutym 1943 wojsko wyruszyło koleją na wschód w stronę Moskwy. Od Jelca żołnierze dywizji maszerowali pieszo. Po dwudziestu dniach marszu i pokonaniu 400 km dywizja przystąpiła do działań w rejonie miejscowości Rżawczik i Murawczik. Latem 1943 dywizja brała udział w walkach na łuku kurskim oraz operacji orłowskiej. Po odniesieniu tamże zwycięstw jednostka walczyła pod Siewskiem, sforsowała Desnę i zdobyła Nowogród Siewierski. Jako pierwszy do miasta 16 września wszedł  283 pułk piechoty. Od tego dnia 140 dywizja nosiła nazwę Nowogrodzko-Siewierskiej (odtąd formalnie 140 Syberyjska, Nowogrodzko-Siewierska Dywizja Piechoty). Przed 1 listopada 1943 dywizja przeszła rzeki Snow, Trubiż, Soż i kierowała się w stronę Dniepru. 

### Udział 140 Dywizji Strzeleckiej w walkach na ziemiach polskich pod niemiecką okupacją
27 lipca 1944 dywizja weszła do Lwowa. Następnie jednostka kierowała się szosą Lwów-Przemyśl, po czym zmieniła kierunek na południowy, przebijając się przez wzniesienia Karpat. W dniu 3 sierpnia 1944 jej 258 pułk piechoty  na lewym skrzydle sforsował  San i wjechał do Sanoka od strony jego północno-wschodnich przedmieść ulicą Jagiellońską. Dowódca pułku, ppłk Fiodor Jarygin ustanowił komendanturę garnizonu w domu położonym naprzeciw miejscowego szpitala. Dzień później, 4 sierpnia nastąpił kontratak niemieckiej 1 Dywizji Pancernej, atakująca transporterami i czołgami od strony wschodniej (od miast Zagórz i Lesko)  i południowej. Ostrzał prowadzili niemieccy fizylierzy. Wówczas w miejscowym szpitalu pozostali radzieccy ranni w liczbie ok. 30 (przebywała tam przyjęta wcześniej przez Polaków kadra radzieckiego batalionu sanitarnego). Tam polscy lekarze uratowali ich. Niemcy utrzymali się w mieście kilka dni i według różnych źródeł, po odbiciu Sanoka, pozostawali w mieście: trzy dni, od 3 do 7, 6-7 dni, około tydzień. Następnie wojska radzieckiej ponownie zajęły miasto. W tym czasie 140 Dywizja wchodziła w skład 101 Korpusu Piechoty 38 Armii (skupiała ona korpusy 52, 67, 101). Dywizja brała udział w walkach o Krosno, Rzeszów, Duklę. Jesienią 1944 dywizja prowadziła działania w podkarpackich rejonach Zakopanego i Krynicy. 

### Działania bojowe 120 Dywizji Strzeleckiej na Słowacji
W tym czasie zarówno 140 jak i 70 dywizja piechoty gwardii osłaniały skrzydła 1 korpusu kawalerii gwardii, który był przeznaczony do wsparcia powstania słowackiego. U boku wojsk radzieckich walczył także wówczas I Czechosłowacki Korpus Armijny pod dowództwem gen. Ludvíka Svobody. 
W czasie walk pod Wadowicami poległ dowódca dywizji gen. Aleksander Kisielow.
Później dywizja przebywała w Bielsku-Białej. Od 29 kwietnia 1945 rozpoczęła forsowanie Odry i weszła do Ostrawy, gdzie toczono walki z Niemcami. W maju 1945 kierowali się na Ołomuniec.
Po wojnie dywizja została rozwiązana.

## Żołnierze dywizji
Dowódcy dywizji
- płk Łyka Basaniec (16.08.1939 - 19.09.1941)[1][32]
- płk Pawieł Morozow (26.09.1941 - 27.12.1941)
- płk Grigorji Jackin (08.08.1942 - 19.08.1942)[1]
- gen. mjr Michał Jenszyn (01 XI 1942 – 18 III 1943)[4]
- płk Zinowij Szechtman (19 III – 10 V 1943)
- gen. mjr Aleksandr Kisielow (11 V 1943 – 24 I 1945, Bohater Związku Radzieckiego, pochowany we Lwowie)[33]
- płk Iwan Kozłow (24 – 30 I 1945)[1]
- płk Michaił Własow (31 I – 9 V 1945, Bohater Związku Radzieckiego)

Inni
- kom. Arcził Majsuradze
- st. lejt. Emil Kardin

## Struktura organizacyjna
W 1939
- dowództwo i sztab
- 445 pułk strzelecki
- 637 pułk strzelecki
- 798 pułk strzelecki
- 309 pułk artylerii
- 344 pułk artylerii haubic

## Odznaczenia
- Order Lenina (za wyzwolenie Lwowa)[34]
- Order Czerwonego Sztandaru – dwukrotnie[31]
- Order Suworowa II stopnia[31]
- Order Kutuzowa II stopnia[31]

## Upamiętnienie
W okresie PRL w Krośnie ustanowiono upamiętnienia ku czci wyzwolenia miasta przez 140 dywizję: na cmentarzu przy placu 3 Maja pomnik (1947) oraz w Urzędzie Miasta przy Rynku tablicę pamiątkową.